# マッシモ・パガニン
マッシモ・パガニン（Massimo Paganin、1970年6月19日 - ）は、イタリア・ヴィチェンツァ出身の元サッカー選手。兄のアントニオ・パガニンも元サッカー選手。

## 経歴
インテルでは4シーズンプレーし、このうち3シーズンはレギュラーとしてプレーした。1993-94シーズンにUEFAカップ優勝を果たした。このうち2シーズンを兄のアントニオと共にインテルで過ごした。

## タイトル
インテル
- UEFAカップ: 1993-94[3]

ボローニャ
- UEFAインタートトカップ: 1998[4]